# Scordatura
La scordatura est une manière d'accorder les instruments à cordes (violon, violoncelle, viole, luth, guitare, viole d'amour, etc.) qui s'écarte de l'accord usuel. Cette technique est utilisée à la Renaissance sur les instruments à cordes pincées (luth, guiterne) et les pièces comportant cet artifice sont précédées des expressions à cordes ravallées, à corde avalée ou avallée. L'un des premiers compositeurs à publier une pièce pour violon en scordatura est Biagio Marini, dans son opus 8, en 1629. Cet usage permet d'utiliser des accords inhabituels et modifie la tension des cordes, ce qui produit aussi des effets sonores nouveaux.
Cette technique est spécialement en vogue chez les compositeurs allemands du XVIIe siècle (en particulier Heinrich Biber dans ses Sonates du Rosaire) ; elle est plus rare en France, où l’on trouve cependant quatre compositeurs qui y ont recours, Corette (L'École d’Orphée), Lemaire (Premier livre de sonates pour violon), Tremais et Isidore Bertheaume.
On trouve également l’emploi occasionnel de cette technique chez Schumann (le violoncelle dans l’andante du quatuor avec piano), Saint-Saëns (le célèbre solo de la Danse Macabre), Mahler (le violon solo dans le deuxième mouvement de la quatrième symphonie), Kodály (Sonate pour violoncelle) et Stravinsky (L'Oiseau de feu).
La technique est également utilisée dans la musique traditionnelle écossaise et norvégienne (« Hardingfele »). Les « fiddler » utilisaient trois accords différents (mi4-la3-ré3-la2, do#4-la3-mi3-la2 et mi4-la3-mi3-la2 appelé aujourd'hui Cape Breton tuning (en)) pour obtenir un bourdon semblable à celui des instruments traditionnels, comme la vielle à roue, la cornemuse ou les instruments de la famille de l'épinette des Vosges. Cette technique fut aussi mise en œuvre par des guitaristes de jazz et de rock — Frank Zappa en particulier en était coutumier.
Un autre exemple d'utilisation, les notes graves de certains clavecins étaient diatoniques — sol - la - si — puis chromatiques — do - do {\displaystyle \sharp } - ré, etc. Une scordatura du si en si {\displaystyle \flat } permettait d'ajouter une basse à un accord de si {\displaystyle \flat }. Dans certains instruments archaïques, la corde la plus à gauche (la plus longue) était même prévue pour être accordée ad libitum.

## Exemple musical
Dans les Sonates du Rosaire de Heinrich Biber, on trouve quinze façons différentes d'accorder le violon.

## Autres exemples

### Parties solistes
- Bach : Suite pour violoncelle n° 5

Écrite pour un violoncelle accordé en do, sol, ré, sol. Cet accord particulier, qui double le sol "à vide" confère un timbre particulier à l'instrument, le sol aigu faisant vibrer le sol et le do graves.
- Heinrich Biber : Harmonia artificioso-ariosa

Le sous-titre indique Diversi mode accordata (soit « divers modes pour accorder » l'instrument), aux deux violons, puis aux deux violes d'amour, selon sept accords différents dont un seul — pour la Partia VI — correspond à l'accord traditionnel en sol, ré, la, mi
- Mozart : Symphonie concertante

Mozart recommande d'accorder l'alto un demi-ton plus haut (Accorda un mezzo tono più alto), afin d'obtenir un son plus clair, plus tendu, plus vigoureux et qui s'accorde mieux avec celui du violon.
- Saint-Saëns : Danse macabre

Le violon solo est accordé en sol, ré, la, mi
- Zoltán Kodály : Sonate pour violoncelle seul, op.8

Afin de permettre l'exécution d'accords de si mineur, le violoncelle doit être accordé en si, fa, ré, la
- Maurice Delage : Quatre poèmes hindous

Le violoncelle doit être accordé en si, sol, ré, la.
- Béla Bartók : Contrastes

Dans le 3e mouvement, le violoniste emploie d'abord un violon accordé en tritons : sol, ré, la, mi
- Henri Dutilleux : Trois strophes sur le nom de Sacher

Le violoncelle doit être accordé en si, fa, ré, la.
- Peter Sculthorpe : Requiem for « Cello Alone » (1979)

Le violoncelle doit être accordé en si, sol, ré, la.

### Musique d'ensemble
- Richard Strauss : Ein Heldenleben

Un passage requiert que les seconds violons s'accordent en sol {\displaystyle \flat }, ré, la, mi afin de jouer un sol bémol.
- Igor Stravinsky : L'Oiseau de feu

L'exécution de certains harmoniques requiert que toute la section de violon soit « désaccordée ».
- Erwin Schulhoff : Concertino (pour flûte, alto et contrebasse)

Le troisième mouvement demande à la contrebasse de s'accorder en sol-ré-la-do, mais en réalité, un accord sol-ré-la-ré (la quatrième corde baissée d'un ton seulement au lieu d'une tierce) peut suffire dans la pratique, dans la mesure où la partie ne descend pas en dessous. Cela permet entre autres de conserver une certaine réactivité dans la corde la plus difficile à mettre en vibration.